# Brachy

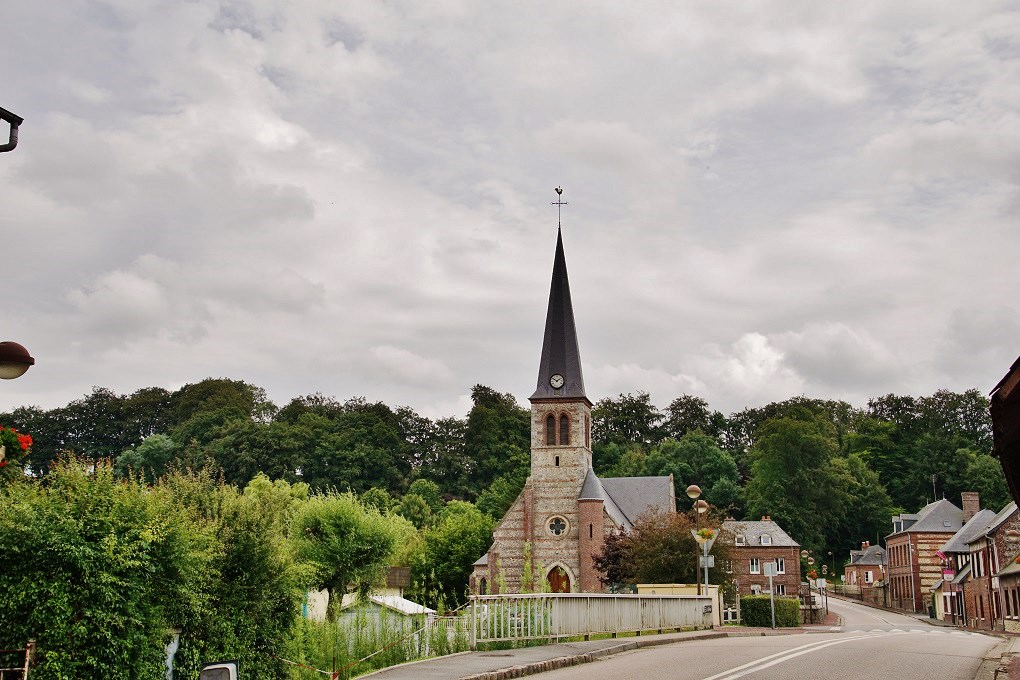
Die Kirche St Martin in Brachy (2017)

Brachy ist eine französische Gemeinde mit 676 Einwohnern (Stand: 1. Januar 2022) im Département Seine-Maritime in der Region Normandie. Sie gehört zum Arrondissement Dieppe und zum Kanton Luneray (bis 2015: Kanton Bacqueville-en-Caux).

## Geographie
Brachy liegt etwa zehn Kilometer südlich der Ärmelkanalküste und etwa 16 Kilometer südwestlich von Dieppe im Pays de Caux am Fluss Saâne. Umgeben wird Brachy von den Nachbargemeinden Gueures im Norden und Nordwesten, Thil-Manneville im Nordosten, Hermanville im Osten, Lammerville im Süden und Südosten, Rainfreville im Süden und Südwesten, Greuville im Westen und Südwesten sowie Luneray im Westen und Nordwesten.

## Bevölkerungsentwicklung
| Jahr                      | 1962 | 1968 | 1975 | 1982 | 1990 | 1999 | 2006 | 2012 |
| Einwohner                 | 1720 | 1665 | 1605 | 1707 | 1640 | 1640 | 740  | 757  |
| Quelle: Cassini und INSEE |      |      |      |      |      |      |      |      |

## Sehenswürdigkeiten
- Kirche Saint-Martin aus dem 12. Jahrhundert
- Kirche Saint-Remyin Gourel aus dem 11. Jahrhundert
- Kirche Saint-Ouen aus dem 17. Jahrhundert
- Steinkreuz aus dem 15. Jahrhundert
- zwei Herrenhäuser